# Michaił Pawłow (metalurg)
Michaił Aleksandrowicz Pawłow (ros. Михаил Александрович Павлов, ur. 9 stycznia?/21 stycznia 1863 w miasteczku Bożyj Promysieł w guberni bakijskiej (obecnie część miasta Lenkoran w Azerbejdżanie), zm. 10 stycznia 1958 w Moskwie) – rosyjski metalurg.

## Życiorys
Urodził się w rodzinie kozackiej. Wcześnie stracił rodziców. Uczył się w szkole w Lenkoranie i od 1874 w Baku, gdzie w 1880 skończył gimnazjum realne. W 1885 ukończył Petersburski Instytut Górniczy i później pracował jako inżynier w zakładach metalurgicznych Wiackiego Okręgu Górniczego, przeprowadzając przebudowę wielkich pieców. W 1894 opublikował w piśmie górniczym pierwszą w Rosji pracę naukową bilansie cieplnym wielkich pieców na węgiel drzewny Issledowanije pławilnogo processa domiennych pieczej. Od 1896 pracował w zakładzie metalurgicznym w Krasnym Sulinie, od 1900 do 1904 kierował katedrą żelaza w jekaterynosławskiej wyższej szkole górniczej (późniejszy Dniepropietrowski Instytut Górniczy), 1904–1941 był profesorem Petersburskiego/Leningradzkiego Instytutu Politechnicznego, a jednocześnie 1921–1930 Moskiewskiej Akademii Górniczej i 1930–1941 profesorem Moskiewskiego Instytutu Stali. Był jednym z najbardziej znanych rosyjskich uczonych-metalurgów, proponował modernizację procesów wytopu metali w wielkich piecach, napisał wiele prac naukowych. W 1910 był inicjatorem założenia pisma Rosyjskiego Towarzystwa Metalurgicznego i został jego redaktorem naczelnym. W czasach ZSRR brał udział w projektowaniu wszystkich największych zakładów metalurgicznych, wielkich pieców i zakładów produkcji stali zbudowanych w latach 20. i 30. W 1927 został członkiem korespondentem, a w 1932 akademikiem Akademii Nauk ZSRR. W Krasnym Sulinie jego imieniem nazwano ulicę. Jego syn również był uczonym-metalurgiem.

## Odznaczenia i nagrody
- Medal Sierp i Młot Bohatera Pracy Socjalistycznej (10 czerwca 1945)
- Order Lenina (pięciokrotnie, w tym 21 stycznia 1943, 23 lutego 1944, 10 czerwca 1945 i 24 stycznia 1953)
- Order Czerwonego Sztandaru Pracy (29 marca 1938)
- Nagroda Stalinowska (dwukrotnie, 1943 i 1947)

I medale.